# Rétság
Rétság là một thành phố thuộc hạt Nógrád, Hungary. Thành phố này có diện tích 19,78 km², dân số năm 2010 là 2967 người, mật độ 150 người/km².